# Lee-Anne Liebenberg
Lee-Anne Liebenberg est une cascadeuse, actrice, coordinatrice de cascades et pilote sud-africaine. Elle est connue pour son travail dans Doomsday (2008),, Chappie (2015) et District 9 (2009).
En 1995, elle a représenté l'Afrique du Sud dans International Gladiators 2 (en).

## Filmographie

### En tant que cascadeuse

#### Films
- 1993 : There's a Zulu On My Stoep (en)
- 1994 : État de siège
- 1994 : Fleshtone (en)
- 1994 : Cyborg Cop 2
- 1994 : Never Say Die
- 1995 : Lunarcop
- 1995 : Live Wire 2: Human Timebomb
- 1996 : Warhead
- 1996 : Danger Zone (en)
- 1996 : La clé d'Orion
- 1998 : Balayeuses
- 1999 : Vendanges froides
- 2001 : Askari
- 2002 : Panic
- 2003 : Sumuru (en)
- 2003 : Consequence
- 2006 : La race
- 2007 : Primordial
- 2007 : Prey : coordinatrice des cascades/double cascade
- 2007 : Ouma se Slim Kind : chorégraphe de combat
- 2009 : District 9
- 2010 : Course à la mort 2
- 2013 : Véhicule 19
- 2013 : Layla Fourie : assistante gréeur/pilote de précision
- 2013 : Safari
- 2013 : Stuur Groete aan Mannetjies Roux (en)
- 2015 : Chappy
- 2015 : Avengers : L'Ère d'Ultron
- 2016 : Mignon Mossie van Wyk : coordinatrice des cascades
- 2016 : Skorokoro (en) : coordinatrice des cascades
- 2016 : Resident Evil : Chapitre final
- 2017 : Je ne suis pas une sorcière : coordinatrice des cascades
- 2017 : Révolte : doublure de Bérénice Marlohe
- 2020 : Bloodshot : cascadeuse

#### Télévision
- 1997 : Operation Delta Force (en), assistante coordinatrice des cascades
- 2002 : Seul à la maison 4
- 2005 : Slipstream (en)
- 2005 : Supernova (en)
- 2006 : Uncle Max (en)
- 2008 : Témoin silencieux
- 2015 : Vlug na Egipte, coordinatrice des cascades

### En tant qu'actrice

#### Films
- 1994 : Fleshtone (en)
- 1996 : Warhead
- 1999 : Cold Harvest
- 2000 : Merlin: The Return (en)
- 2004 : L'Empreinte de la mort
- 2005 : Straight Outta Benoni
- 2008 : Doomsday : Viper
- 2010 : Course à la mort 2
- 2014 : Impunity (film) (en)
- 2020 : Rogue : TJ[3]

#### Télévision
- 1997 : Tarzan: The Epic Adventures
- 1999 : Shark Attack
- 2005 : Charlie Jade
- 2011 : Planet of the Apemen: Battle for Earth (en)
- 2017 : Collecte de sang : Abby la nonne